# Draft 1981 de la NBA
1980 1982
La draft 1981 de la NBA est la 35e draft annuelle de la National Basketball Association (NBA), se déroulant en amont de la saison 1981-1982. Elle s'est tenue le 9 juin 1981 au Felt Forum du Madison Square Garden de New York. Elle se compose de 10 tours et 223 joueurs ont été sélectionnés,.
Lors de cette draft, 23 équipes de la NBA choisissent à tour de rôle des joueurs évoluant au basket-ball universitaire américain, ainsi que des joueurs internationaux. Si un joueur quittait l’université plus tôt, il devenait éligible à la sélection.
Les deux premiers choix de la draft se décident entre les deux équipes arrivées dernières de leur division l'année précédente, à l'issue d'un pile ou face. Les choix de premier tour restant et les choix de draft sont affectés aux équipes dans l'ordre inverse de leur bilan victoires-défaites lors de la saison 1980-1981.
Mark Aguirre est sélectionné en premier choix par les Mavericks de Dallas lors de cette draft, en ayant passé seulement deux années au niveau universitaire. Le second choix est Isiah Thomas, sélectionné par les Pistons de Détroit, qui remportera deux titres NBA avec cette franchise et est le seul joueur de la classe de draft à être intronisé au Basketball Hall of Fame. C'est le troisième choix de, Buck Williams, qui remporte le titre de NBA Rookie of the Year. Les trois premiers choix sont tous des joueurs n'ayant pas terminé leur cursus universitaire, une première dans la ligue.
Deux joueurs sélectionnés lors de cette draft ont connu des carrières réussies dans d'autres sports. Tony Gwynn a joué au baseball, atteignant le Temple de la renommée du baseball, tandis que Kenny Easley eut une longue et productive carrière en National Football League (NFL), incluant cinq sélections au Pro Bowl.

## Draft
| ^ | Signale un joueur qui a été intronisé au Basketball Hall of Fame                                                                |
| * | Signale un joueur qui a été sélectionné pour au moins un match annuel NBA All-Star Game et une récompense annuelle All-NBA Team |
| + | Signale un joueur qui a été sélectionné pour au moins un match annuel NBA All-Star Game                                         |
| R | Signale le joueur qui a remporté le titre de NBA Rookie of the Year                                                             |

### Premier tour
| Choix | Nom               | Position           | Nationalité | Équipe                                                               | Provenance                    |
| ----- | ----------------- | ------------------ | ----------- | -------------------------------------------------------------------- | ----------------------------- |
| 1     | Mark Aguirre+     | Ailier Ailier fort | États-Unis  | Mavericks de Dallas                                                  | Blue Demons de DePaul         |
| 2     | Isiah Thomas^     | Meneur             | États-Unis  | Pistons de Détroit                                                   | Hoosiers de l'Indiana         |
| 3     | Buck Williams* R  | Ailier fort Pivot  | États-Unis  | Nets du New Jersey                                                   | Terrapins du Maryland         |
| 4     | Al Wood           | Arrière Ailier     | États-Unis  | Hawks d'Atlanta (de Cleveland via Philadelphie, Portland et Chicago) | Tar Heels de Caroline du Nord |
| 5     | Danny Vranes      | Ailier             | États-Unis  | SuperSonics de Seattle (d'Utah)                                      | Utes de l'Utah                |
| 6     | Orlando Woolridge | Ailier fort        | États-Unis  | Bulls de Chicago (d'Atlanta)                                         | Fighting Irish de Notre Dame  |
| 7     | Steve Johnson+    | Ailier fort Pivot  | États-Unis  | Kings de Kansas City (de Seattle via New York)                       | Beavers d'Oregon State        |
| 8     | Tom Chambers*     | Ailier fort Pivot  | États-Unis  | Clippers de San Diego                                                | Utes de l'Utah                |
| 9     | Rolando Blackman+ | Arrière            | Panama      | Mavericks de Dallas (de Denver)                                      | Wildcats de Kansas State      |
| 10    | Albert King       | Arrière Ailier     | États-Unis  | Nets du New Jersey (de Golden State via Portland)                    | Terrapins du Maryland         |
| 11    | Frank Johnson     | Arrière            | États-Unis  | Bullets de Washington                                                | Demon Deacons de Wake Forest  |
| 12    | Kelly Tripucka+   | Ailier Ailier fort | États-Unis  | Pistons de Détroit (de Kansas City)                                  | Fighting Irish de Notre Dame  |
| 13    | Danny Schayes     | Pivot Ailier fort  | États-Unis  | Jazz de l'Utah (de Houston)                                          | Orange de Syracuse            |
| 14    | Herb Williams     | Pivot Ailier fort  | États-Unis  | Pacers de l'Indiana                                                  | Buckeyes d'Ohio State         |
| 15    | Jeff Lamp         | Arrière Ailier     | États-Unis  | Trail Blazers de Portland                                            | Cavaliers de la Virginie      |
| 16    | Darnell Valentine | Meneur             | États-Unis  | Trail Blazers de Portland (de Chicago)                               | Jayhawks du Kansas            |
| 17    | Kevin Loder       | Arrière Ailier     | États-Unis  | Kings de Kansas City (de New York via Cleveland)                     | Alabama State                 |
| 18    | Ray Tolbert       | Ailier fort        | États-Unis  | Nets du New Jersey (de San Antonio)                                  | Hoosiers de l'Indiana         |
| 19    | Mike McGee        | Arrière Ailier     | États-Unis  | Lakers de Los Angeles                                                | Wolverines du Michigan        |
| 20    | Larry Nance+      | Ailier fort Pivot  | États-Unis  | Suns de Phoenix                                                      | Tigers de Clemson             |
| 21    | Alton Lister      | Ailier fort Pivot  | États-Unis  | Bucks de Milwaukee                                                   | Sun Devils d'Arizona State    |
| 22    | Franklin Edwards  | Meneur             | États-Unis  | 76ers de Philadelphie                                                | Vikings de Cleveland State    |
| 23    | Charles Bradley   | Arrière            | États-Unis  | Celtics de Boston                                                    | Cowboys du Wyoming            |

### Joueurs notables sélectionnés après le premier tour
| Choix | Nom               | Position          | Nationalité | Équipe                                     | Provenance                  |
| ----- | ----------------- | ----------------- | ----------- | ------------------------------------------ | --------------------------- |
| 24    | Jay Vincent       | Ailier            | États-Unis  | Mavericks de Dallas                        | Spartans de Michigan State  |
| 29    | Eddie Johnson     | Ailier            | États-Unis  | Kings de Kansas City (de Atlanta via Utah) | Hoosiers de l'Indiana       |
| 31    | Danny Ainge+      | Arrière           | États-Unis  | Celtics de Boston (de San Diego)           | Cougars de BYU              |
| 57    | Frank Brickowski  | Ailier fort Pivot | États-Unis  | Knicks de New York (de Washington)         | Nittany Lions de Penn State |
| 61    | Pétur Guðmundsson | Pivot             | Islande     | Trail Blazers de Portland                  | Huskies de Washington       |
| 214   | Tony Gwynn        | Meneur            | États-Unis  | Clippers de San Diego                      | Aztecs de San Diego State   |
| 221   | Kenny Easley      | Meneur            | États-Unis  | Bulls de Chicago                           | Bruins d'UCLA               |